# Naoki Matsuyo
Naoki Matsuyo (松代 直樹 Matsuyo Naoki?, nacido el 9 de abril de 1974 en Nara) es un exfutbolista japonés. Jugaba de guardameta y su único club fue el Gamba Osaka de Japón.

## Trayectoria

### Clubes
| Club        | País  | Año         |
| ----------- | ----- | ----------- |
| Gamba Osaka | Japón | 1997 - 2009 |

## Palmarés

### Títulos nacionales
| Título             | Club        | País  | Año  |
| ------------------ | ----------- | ----- | ---- |
| J1 League          | Gamba Osaka | Japón | 2005 |
| Copa J. League     | Gamba Osaka | Japón | 2007 |
| Copa del Emperador | Gamba Osaka | Japón | 2008 |
| Copa del Emperador | Gamba Osaka | Japón | 2009 |